# Aucklandella ursula
Aucklandella ursula är en stekelart som först beskrevs av Cameron 1898.  Aucklandella ursula ingår i släktet Aucklandella och familjen brokparasitsteklar. Inga underarter finns listade.